# St. Martin (Premberg)

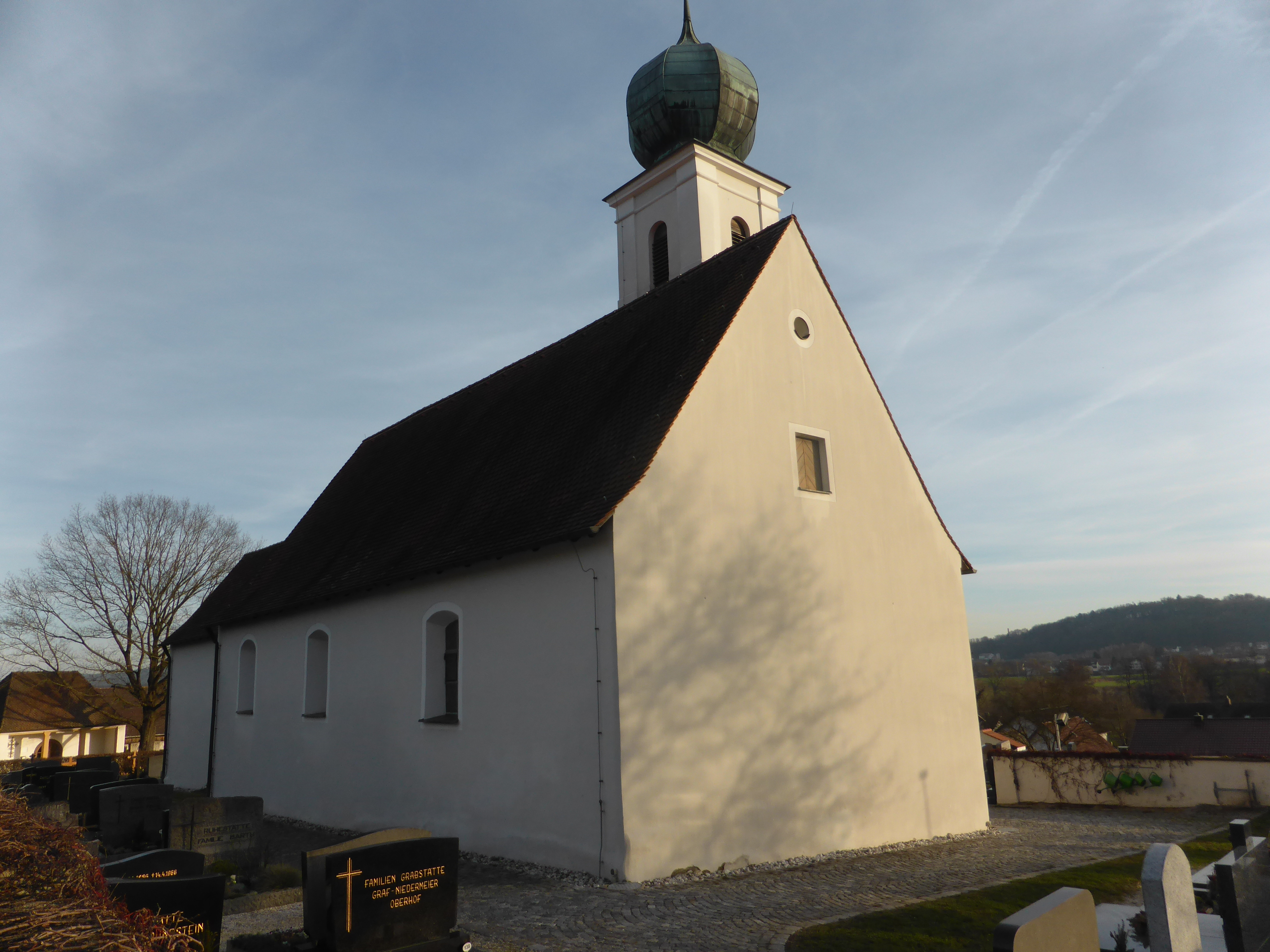
St. Martin (Premberg)

Die römisch-katholische, denkmalgeschützte Pfarrkirche St. Martin steht in Premberg, einem Gemeindeteil der Stadt Teublitz im Landkreis Schwandorf in der Oberpfalz. Sie gehört zum Dekanat Schwandorf des Bistums Regensburg. Das Bauwerk ist unter der Denkmalnummer D-3-76-170-6 als Baudenkmal in die Bayerische Denkmalliste eingetragen.

## Beschreibung
Die romanische Saalkirche wurde Mitte des 12. Jahrhunderts erbaut. Sie besteht aus einem Langhaus, das 1878 um eine Achse nach Westen verlängert wurde, einem eingezogenen, gerade geschlossenen Chor im Osten und einem Kirchturm aus verputzten Bruchsteinen an der Südwand des Langhauses, dessen oberstes Geschoss aus dem 18. Jahrhundert, das mit Gesimsen und Pilastern gegliedert ist, hinter den Klangarkaden den Glockenstuhl mit vier Kirchenglocken beherbergt, und der mit einer Zwiebelhaube bedeckt ist. 
Zur Kirchenausstattung gehört ein um 1670 gebauter Hochaltar, dessen Altarretabel eine Statue des heiligen Martin enthält. Eine Mondsichelmadonna ist spätgotisch. An der Nordwand steht eine lebensgroße Statue des Johannes Nepomuk aus der Mitte des 18. Jahrhunderts.